# Pouteria ucuqui
Pouteria ucuqui là một loài thực vật có hoa trong họ Hồng xiêm. Loài này được Pires & R.E.Schult. miêu tả khoa học đầu tiên năm 1950.